# クラスノダール
クラスノダール（ロシア語: Краснода́р, ラテン文字転写: Krasnodar）は、ロシア連邦南部の都市。北コーカサス西部に位置するクラスノダール地方の行政の中心。クバン川に臨み、伝統的にクバーニ地方の中心でもあった。人口は932,629人（2020年）。モスクワから南に約1,540 km、黒海沿岸の港湾都市ノヴォロシースクから北東へ80 km入った内陸にある。

## 名称

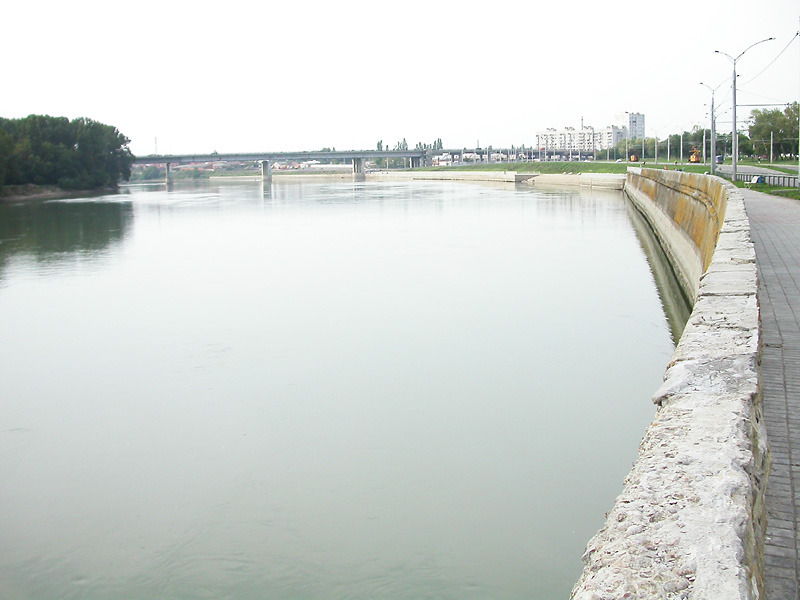
クバン川

都市の建設は1794年1月12日（グレゴリオ暦）で、当時の名前はエカテリノダール（Екатеринода́р Ekaterinodar）だった。これは「エカテリーナの賜物」を意味し（ダール -дар は「贈り物」を意味する）、エカチェリーナ2世がクバーニ地方の広大な土地を黒海コサック軍（後のクバーニ・コサック軍）に与えたことを記念していた。また市の守護聖人にもなっているアレクサンドリアのカタリナをも記念したものであった。
十月革命後の1920年12月、エカテリノダールは現在の名称であるクラスノダールに改名された。クラスノ（Красно-）には古語の「美しい」という意味と、「赤い」という意味があり、「美しい賜物」とも「赤い賜物」とも解釈できる。共産主義革命直後の政治的空気から、皇帝にちなんだ名から革命にちなんだ名に変えることが行われたことが背景にある。

## 歴史

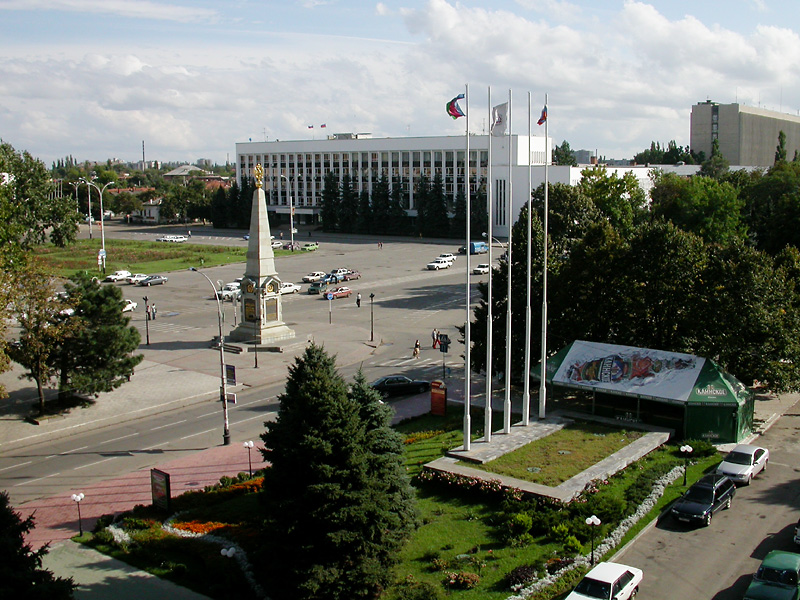
中心部の十月革命広場と政府ビル

1793年（ユリウス暦）、チェルケシア（北カフカース西部のチェルケス人らが住む一帯）の領有をオスマン帝国と争っていたロシア帝国の皇帝エカチェリーナ2世は、チェルケシアの国境地帯を防衛するためにウクライナ南部の黒海コサック軍にこれらの地を領地として与え、要塞を築かせた。当時エカテリノダールと呼ばれたクラスノダールは、この時に建設された要塞のひとつである。こうした経緯からクラスノダールも含めクバーニ地方にはウクライナ系住民が多い。
エカテリノダールは19世紀前半にはクバーニ・コサック軍の政治・経済の中心地として発展を遂げていた。1860年にはエカテリノダールを州都とするクバン州が設置された。19世紀後半に鉄道が開通してから町は大きくなり、1888年には人口45,000人ほどを擁するロシア南部の交易中心都市のひとつとなった。1897年にはクバーニ・コサック軍の駐屯地建設以来200年を記念してオベリスクが建てられた。

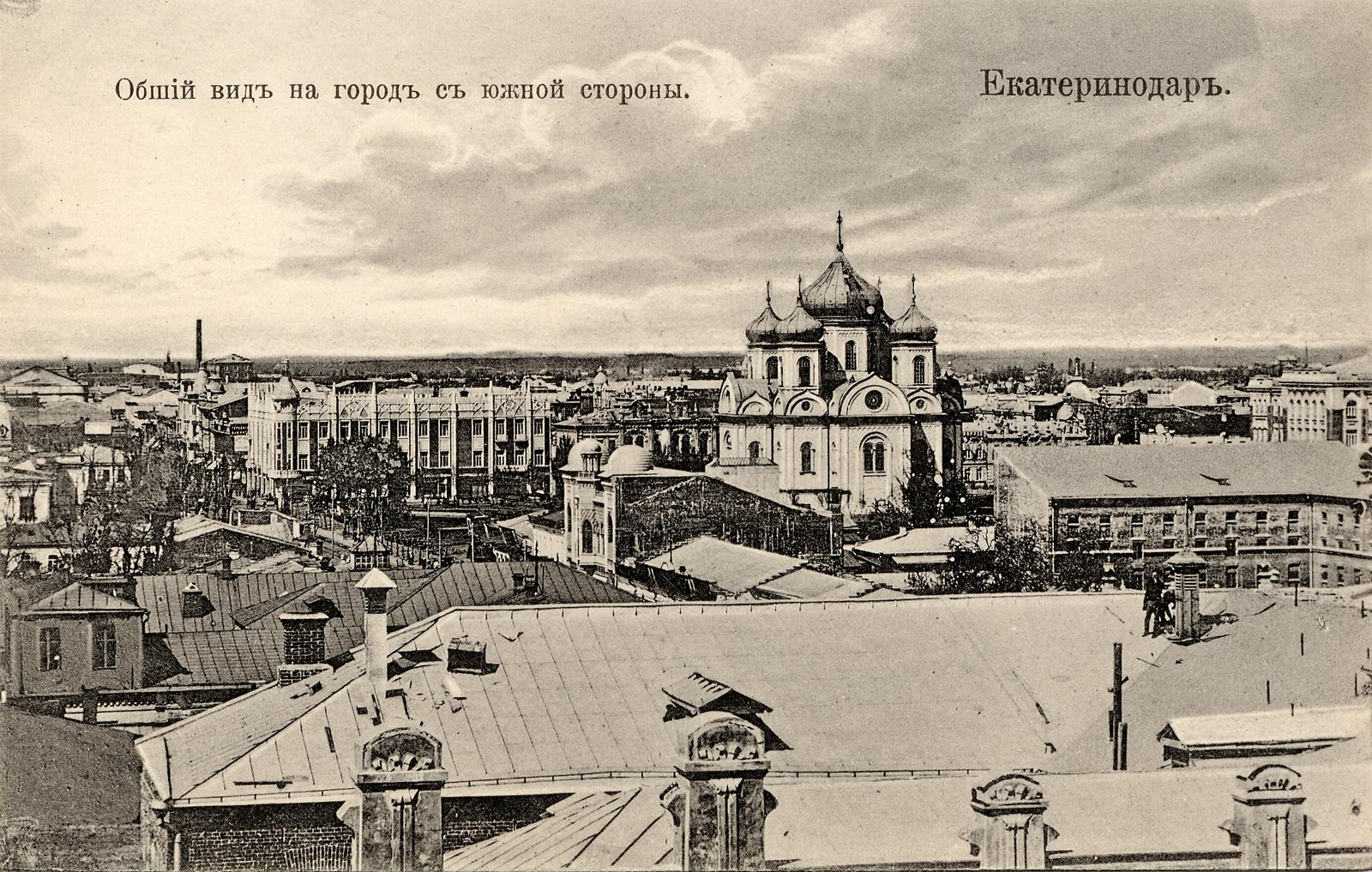
1900年代のエカテリノダール（クラスノダール）

ロシア革命後のロシア内戦時には、エカテリノダールは反ボリシェヴィキのクバーニ人民共和国の首都となった。エカテリノダールは赤軍と白軍の間で何度も争奪された。特に、クバーニ・コサックの多くは反革命・反ボリシェヴィキ側を支援し白軍へと身を投じている。1920年12月にエカテリノダールは「クラスノダール」と改称された。
第二次世界大戦（大祖国戦争）では、クラスノダールは1942年8月12日から1943年2月12日までの間ドイツ国防軍に占領された。クラスノダールは戦闘で大きな打撃を受けたが、戦後速やかに再建されている。ドイツ軍から解放された後の1943年の夏、ソビエト政権はナチスとの内通や戦争犯罪への関与を巡って、自国民も含めた被告に対し裁判を開始した。これらの裁判の最初となる裁判が1943年7月14日から17日までクラスノダールで開かれた。これはホロコーストにおけるユダヤ人大量殺害に対する最初の公開裁判でもあった。クラスノダールでは8人に死刑が言い渡され、その処刑は数千人の市民が集まる市の広場で公開的に行われた。

## 気候
| クラスノダールの気候                    | クラスノダールの気候 | クラスノダールの気候 | クラスノダールの気候 | クラスノダールの気候 | クラスノダールの気候 | クラスノダールの気候 | クラスノダールの気候 | クラスノダールの気候 | クラスノダールの気候 | クラスノダールの気候 | クラスノダールの気候 | クラスノダールの気候 | クラスノダールの気候 |
| 月                                      | 1月                  | 2月                  | 3月                  | 4月                  | 5月                  | 6月                  | 7月                  | 8月                  | 9月                  | 10月                 | 11月                 | 12月                 | 年                   |
| --------------------------------------- | -------------------- | -------------------- | -------------------- | -------------------- | -------------------- | -------------------- | -------------------- | -------------------- | -------------------- | -------------------- | -------------------- | -------------------- | -------------------- |
| 最高気温記録 °C （°F）                  | 20.8 (69.4)          | 22.2 (72)            | 28.5 (83.3)          | 34.7 (94.5)          | 34.9 (94.8)          | 38.1 (100.6)         | 40.7 (105.3)         | 40.0 (104)           | 38.5 (101.3)         | 33.9 (93)            | 27.4 (81.3)          | 22.9 (73.2)          | 40.7 (105.3)         |
| 平均最高気温 °C （°F）                  | 4.4 (39.9)           | 5.7 (42.3)           | 10.7 (51.3)          | 18.0 (64.4)          | 23.2 (73.8)          | 27.1 (80.8)          | 30.2 (86.4)          | 30.2 (86.4)          | 24.9 (76.8)          | 18.1 (64.6)          | 10.7 (51.3)          | 5.8 (42.4)           | 17.4 (63.3)          |
| 日平均気温 °C （°F）                    | 0.6 (33.1)           | 1.1 (34)             | 5.5 (41.9)           | 12.2 (54)            | 17.2 (63)            | 21.3 (70.3)          | 24.1 (75.4)          | 23.7 (74.7)          | 18.5 (65.3)          | 12.3 (54.1)          | 6.1 (43)             | 2.1 (35.8)           | 12.1 (53.8)          |
| 平均最低気温 °C （°F）                  | −2.2 (28)            | −2.3 (27.9)          | 1.8 (35.2)           | 7.6 (45.7)           | 12.2 (54)            | 16.4 (61.5)          | 18.7 (65.7)          | 18.0 (64.4)          | 13.3 (55.9)          | 7.9 (46.2)           | 2.8 (37)             | −0.7 (30.7)          | 7.8 (46)             |
| 最低気温記録 °C （°F）                  | −32.9 (−27.2)        | −29.8 (−21.6)        | −25.6 (−14.1)        | −5.6 (21.9)          | −1.2 (29.8)          | 4.2 (39.6)           | 9.5 (49.1)           | 3.9 (39)             | −2.2 (28)            | −9.9 (14.2)          | −20.4 (−4.7)         | −27.6 (−17.7)        | −32.9 (−27.2)        |
| 降水量 mm （inch）                      | 66 (2.6)             | 54 (2.13)            | 58 (2.28)            | 51 (2.01)            | 68 (2.68)            | 86 (3.39)            | 56 (2.2)             | 44 (1.73)            | 46 (1.81)            | 56 (2.2)             | 73 (2.87)            | 77 (3.03)            | 735 (28.94)          |
| 平均降雨日数                            | 11                   | 9                    | 13                   | 14                   | 14                   | 13                   | 9                    | 8                    | 9                    | 10                   | 13                   | 14                   | 137                  |
| 平均降雪日数                            | 9                    | 8                    | 5                    | 0.2                  | 0                    | 0                    | 0                    | 0                    | 0                    | 0.4                  | 3                    | 7                    | 32.6                 |
| % 湿度                                  | 84                   | 79                   | 75                   | 70                   | 70                   | 70                   | 66                   | 64                   | 70                   | 77                   | 83                   | 85                   | 74                   |
| 平均月間日照時間                        | 71.3                 | 87.0                 | 136.4                | 180.0                | 248.0                | 276.0                | 303.8                | 285.2                | 237.0                | 173.6                | 87.0                 | 55.8                 | 2,141.1              |
| 出典1：Pogoda.ru.net                    |                      |                      |                      |                      |                      |                      |                      |                      |                      |                      |                      |                      |                      |
| 出典2：Hong Kong Observatory (日照時間) |                      |                      |                      |                      |                      |                      |                      |                      |                      |                      |                      |                      |                      |

## 文化

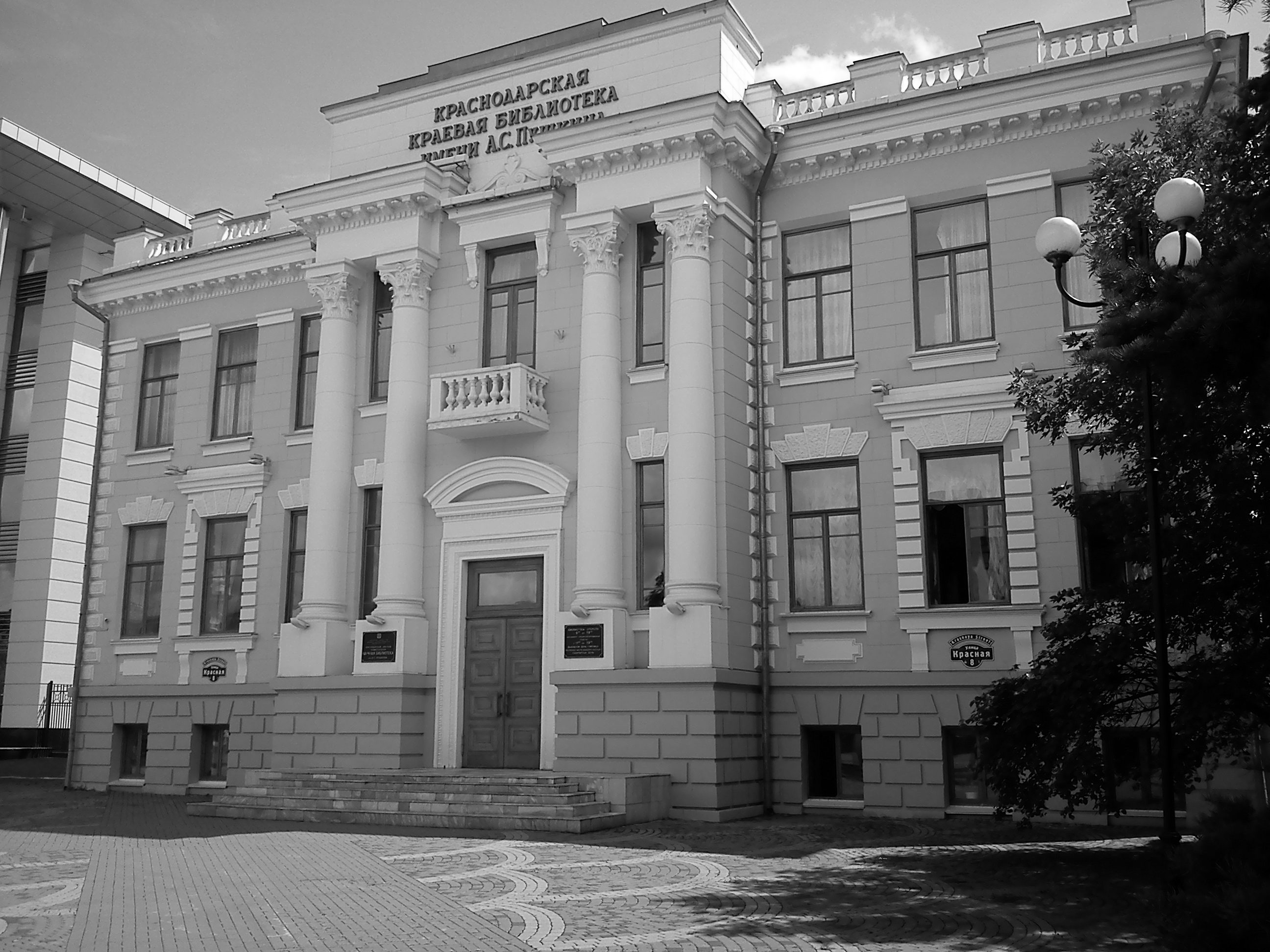
プーシキン図書館

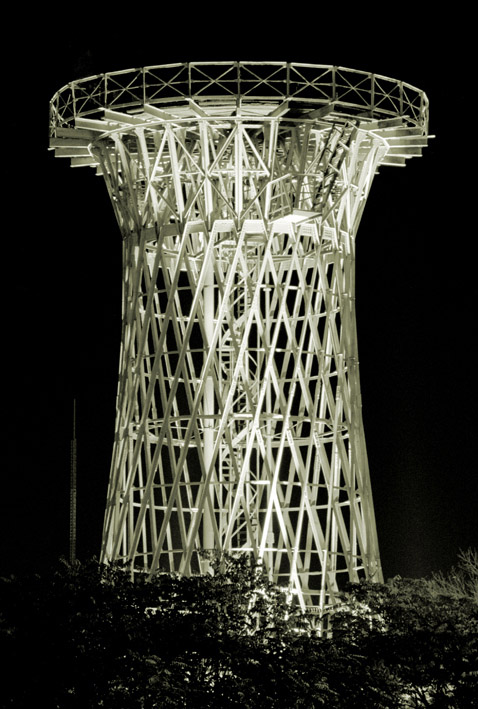
シューホフタワー

クラスノダールには、ロシア・アヴァンギャルドの建築家・技術者であるウラジーミル・シューホフが設計した双曲面構造の鉄塔（シューホフ・タワー）が残っている。この塔は1928年に建てられ、クラスノダール・サーカスの近くに現存している。
クラスノダールの名所の多くが集まるのが目抜き通りのクラスナヤ通りで、通りの起点には中央コンサートホールが、終点にはアヴローラ映画劇場がある。また通りの中ほどには凱旋門が建っている。

### 施設
聖エカチェリーナ聖堂、州立美術館、マクシム・ゴーリキーを記念して名づけられた広場と劇場、クラスノダール交響楽団が本拠とする南部屈指の音響を誇るコンサートホール、州立コサック合唱団、クラスノダール・サーカスなど、文化活動は活発で施設も整っている。

## 経済
ソビエト連邦時代には工業都市として知られ、今日でも農作業機械などの機械製造や食品加工などが盛ん。ロシア南部の商業の中心地となっており、大型のショッピングモールが市内に点在する。ロシアでは比較的温暖なため、観光業も盛んで市内には100近いホテルがある。
近年は外資系企業の進出が盛んに行われており、クラスノダールの経済に大きく貢献している。人口増加率と平均所得はロシアの都市の中で高い水準にある。

## 交通

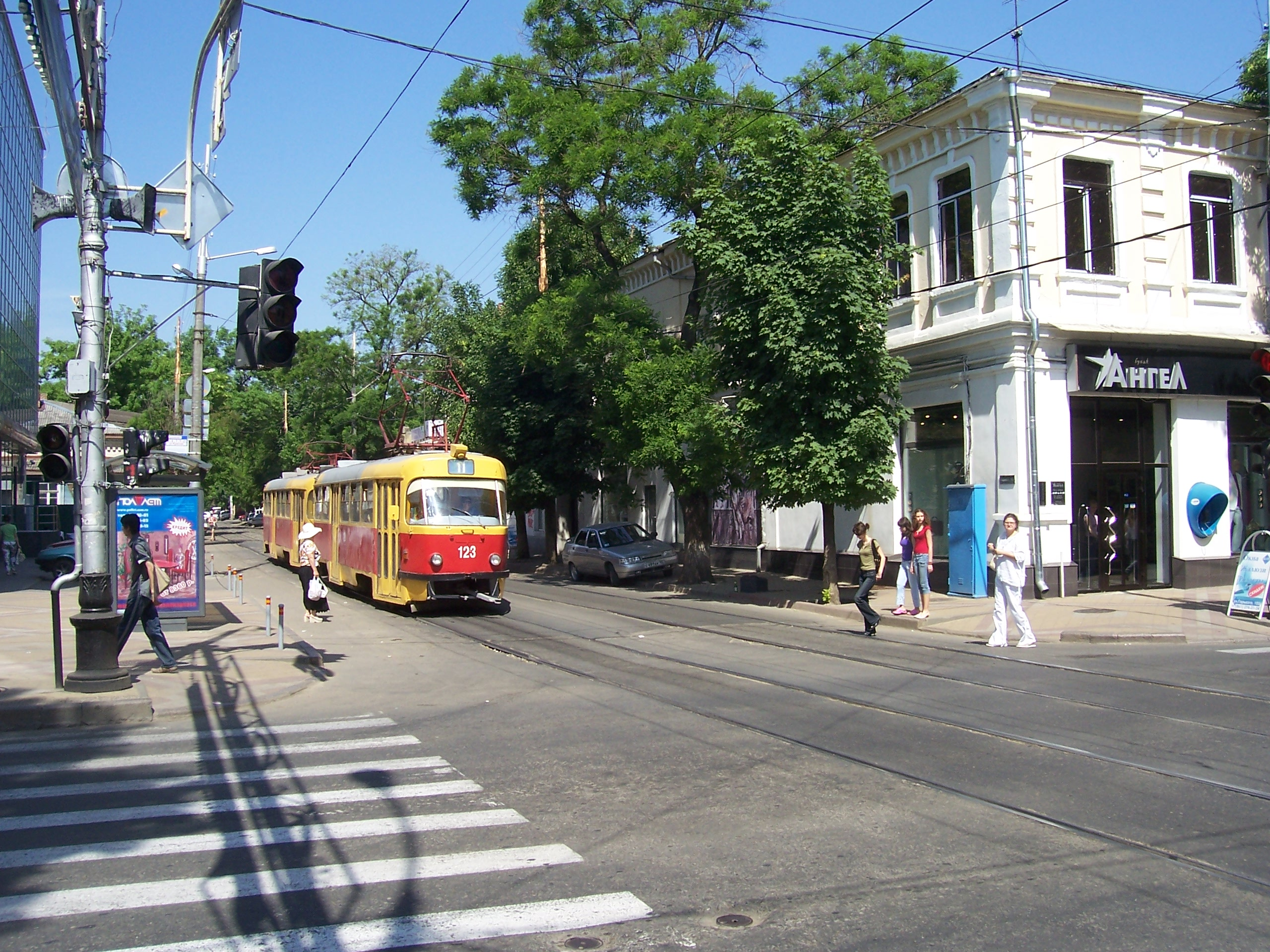
クラスノダールの市電

クラスノダール国際空港（パシュコフスキー空港）はクバン航空（Kuban Airlines）の本拠となっておりロシア国内外の各地へ定期便が飛ぶ。
市内交通はバス、トロリーバス、路面電車（クラスノダール市電）、マルシュルートカが担っており、トロリーバスと路面電車が主な交通手段となっている。

## スポーツ
クラスノダールにはプロサッカークラブのFCクラスノダールがあり、ロシア・プレミアリーグ（1部リーグ）に属している。UEFAヨーロッパリーグでは、2016-17シーズンと2018-19シーズンにベスト16の成績を収めた。他にもFCクバン・クラスノダールが存在していたが、2018年に財政難のためクラブは解散した。

## 友好都市

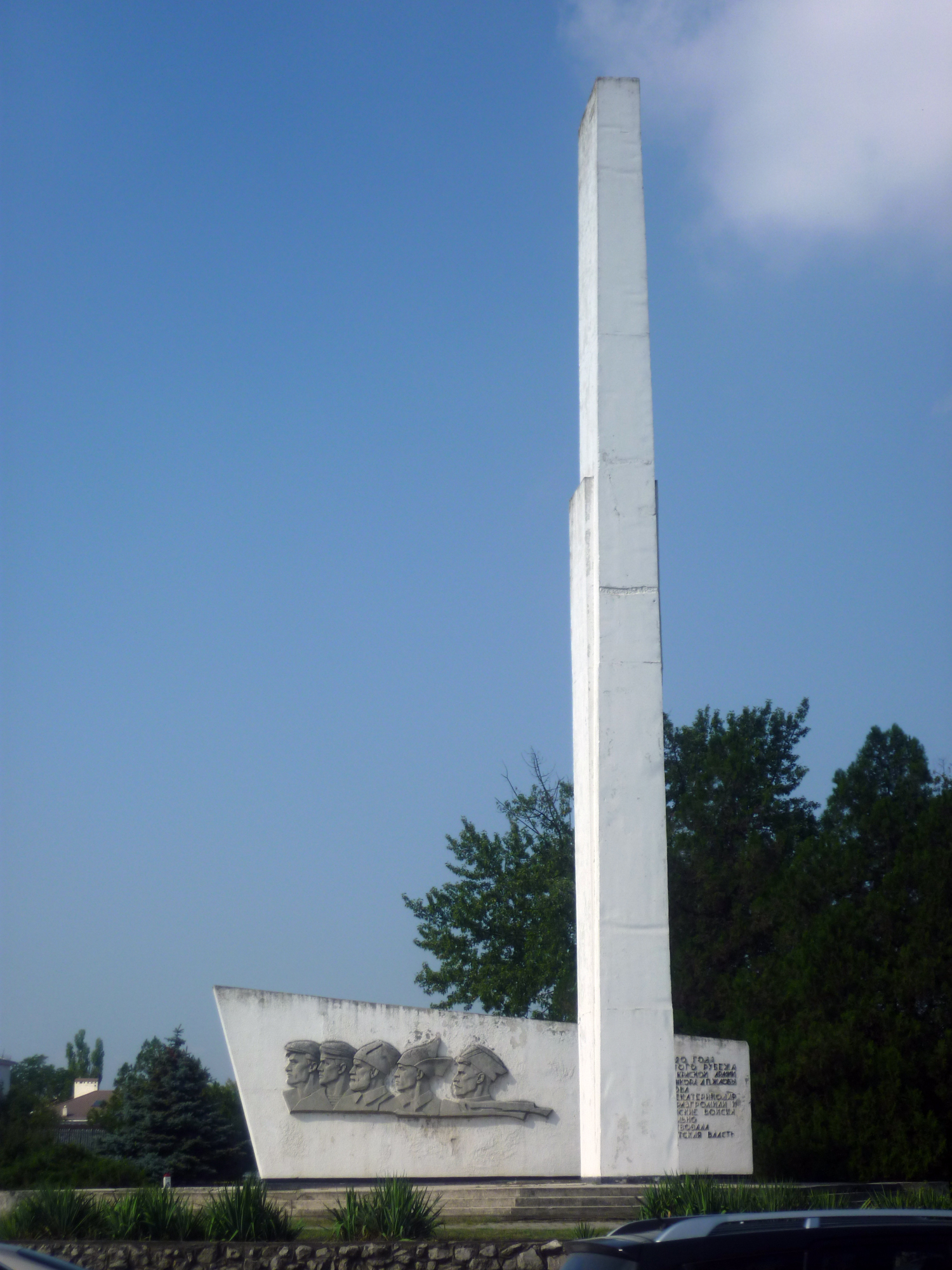
赤軍兵士のオベリスク

- カールスルーエ、ドイツ
- タラハシー、アメリカ
- ブルガス、ブルガリア
- ハルビン市、中華人民共和国
- フェラーラ、イタリア
- 山口県、日本[3][4]

## 出身者
- アンナ・ネトレプコ - オペラ歌手
- ゲンナジー・パダルカ - 宇宙飛行士
- レナト・ヤンバエフ - サッカー選手
- タチアナ・チェルノワ - 陸上競技選手
- ティモフェイ・モズコフ - バスケットボール選手